# الیمپوس ئی-۵۱۰
الیمپوس ای-۵۱۰ (به انگلیسی: Olympus E-510) یک دوربین عکاسی ساخت شرکت الیمپوس است.